# Áp thấp nhiệt đới trên biển Đông tháng 9 (2009)
Áp thấp nhiệt đới đầu tháng 9 năm 2009 là một áp thấp nhiệt đới yếu và nó đã gây lũ lụt trên toàn miền Trung Việt Nam trong giai đoạn đầu tháng 9 năm 2009. Hình thành từ một vùng áp suất thấp trong ngày 3 tháng 9, áp thấp nhiệt đới đã không thể mạnh lên khi nó đi lòng vòng ngoài khơi gần đất liền Việt Nam. Ban đầu hệ thống nằm ở một vị trí có điều kiện môi trường thuận lợi, những dải mây đối lưu đã bắt đầu phát triển và mây dông đã hoạt động gần trung tâm. Vào ngày 4 tháng 9 Trung tâm Cảnh báo Bão Liên hợp (JTWC) đã ban hành "Cảnh báo về sự hình thành của xoáy thuận nhiệt đới" (TCFA); tuy nhiên, độ đứt gió đột nhiên tăng lên khiến cho hệ thống nhanh chóng trở nên bất tổ chức, dẫn đến những cảnh báo vào ngày hôm sau đã bị hủy bỏ. Sau đó áp thấp nhiệt đới này tiếp tục di chuyển ngoài khơi bờ biển Việt Nam, gần như đã tan trong ngày mùng 5, trước khi tái tổ chức. Tuy nhiên, nó vẫn duy trì là một hệ thống yếu, với việc JTWC báo cáo rằng áp thấp nhiệt đới này đã tan trong ngày 7 tháng 9. Dù vậy Cơ quan Khí tượng Nhật Bản (JMA) vẫn tiếp tục ban hành những thông báo cho đến khi áp thấp nhiệt đới tan vào ngày mùng 9.
Mặc dù áp thấp nhiệt đới không đổ bộ lên đất liền, nhưng những tác động bên ngoài của nó đã gây ra mưa lớn trên khắp miền Trung Việt Nam, với lượng mưa tối đa đạt 430 mm. Lũ lụt do mưa đã khiến ít nhất 6 người thiệt mạng và 3 người khác mất tích. Một số vùng diện tích đất trồng trọt rộng lớn đã bị ngập nước và nhiều ngôi nhà đã bị hư hại. Tại tỉnh Quảng Nam, tổn thất ước tính khoảng 45 tỉ đồng (2,52 triệu USD).

## Lịch sử khí tượng
Áp thấp nhiệt đới có nguồn gốc từ một vùng áp suất thấp trên Biển Đông trong ngày 1 tháng 9. Đối lưu rải rác đã liên kết với hệ thống, với một trung tâm không có mưa và dông khi vùng thấp di chuyển chậm về phía Tây trong một môi trường có dòng dẫn yếu. Dòng thổi ra yếu đã hình thành dọc theo rìa phía Bắc; tuy nhiên, nó không được mong đợi là sẽ tăng cường. Sang ngày hôm sau, đối lưu bắt đầu hình thành xung quanh tâm hoàn lưu và một sự biến dạng nhỏ đã được ghi nhận quanh hệ thống do tác động của một xoáy nghịch ở phía Bắc. Với độ đứt gió thấp, những dải mây đối lưu bắt đầu phát triển và khả năng để cho vùng thấp này trở thành xoáy thuận nhiệt đới đã tăng lên. Vào sáng sớm ngày 3 tháng 9, JMA bắt đầu ban hành những thông báo về hệ thống, họ phân loại nó là một áp thấp nhiệt đới, đây là áp thấp nhiệt đới thứ hai mươi được JMA theo dõi trong mùa bão.
Mặc dù một phần tâm hoàn lưu mực thấp của hệ thống đã bị lộ ra, Trung tâm Cảnh báo Bão Liên hợp vẫn ban hành một "Cảnh báo về sự hình thành của xoáy thuận nhiệt đới" (TCFA) khi vùng thấp rất có khả năng sẽ mạnh lên do nó đang nằm ở một vị trí có nhiệt độ nước biển trên bề mặt cao và điều kiện môi trường thuận lợi. Tuy nhiên, đến ngày mùng 4, độ đứt gió tăng lên nhanh chóng đã loại bỏ tất cả đối lưu liên kết với áp thấp khỏi trung tâm hoàn lưu. Điều này dẫn đến việc JTWC hủy bỏ TCFA của họ khi mà môi trường đã không còn phù hợp cho sự phát triển. Ngày hôm sau, JTWC tuyên bố rằng vùng thấp đã tan biến và không còn một khu vực nghi ngờ xoáy thuận nhiệt đới hình thành. Tuy nhiên, Cơ quan Khí tượng Nhật Bản vẫn tiếp tục theo dõi xoáy thuận này như là một áp thấp nhiệt đới. Mặc dù trước đó JTWC tuyên bố rằng hệ thống đã tan trong sáng sớm ngày 6 tháng 9, nhưng họ đã bắt đầu theo dõi sự phát triển trở lại của nó vào cuối ngày hôm đó. Dải mây đối lưu đã tái hình thành, độ đứt gió giảm và xoáy thuận đã ít tương tác với đất liền khi nó di chuyển chậm tiến xa hơn ra Biển Đông. Dù vậy, đến cuối ngày 8 tháng 9, cả hai cơ quan khí tượng đều tuyên bố áp thấp nhiệt đới đã tan trên vùng biển ngoài khơi đất liền Việt Nam..

## Tác động

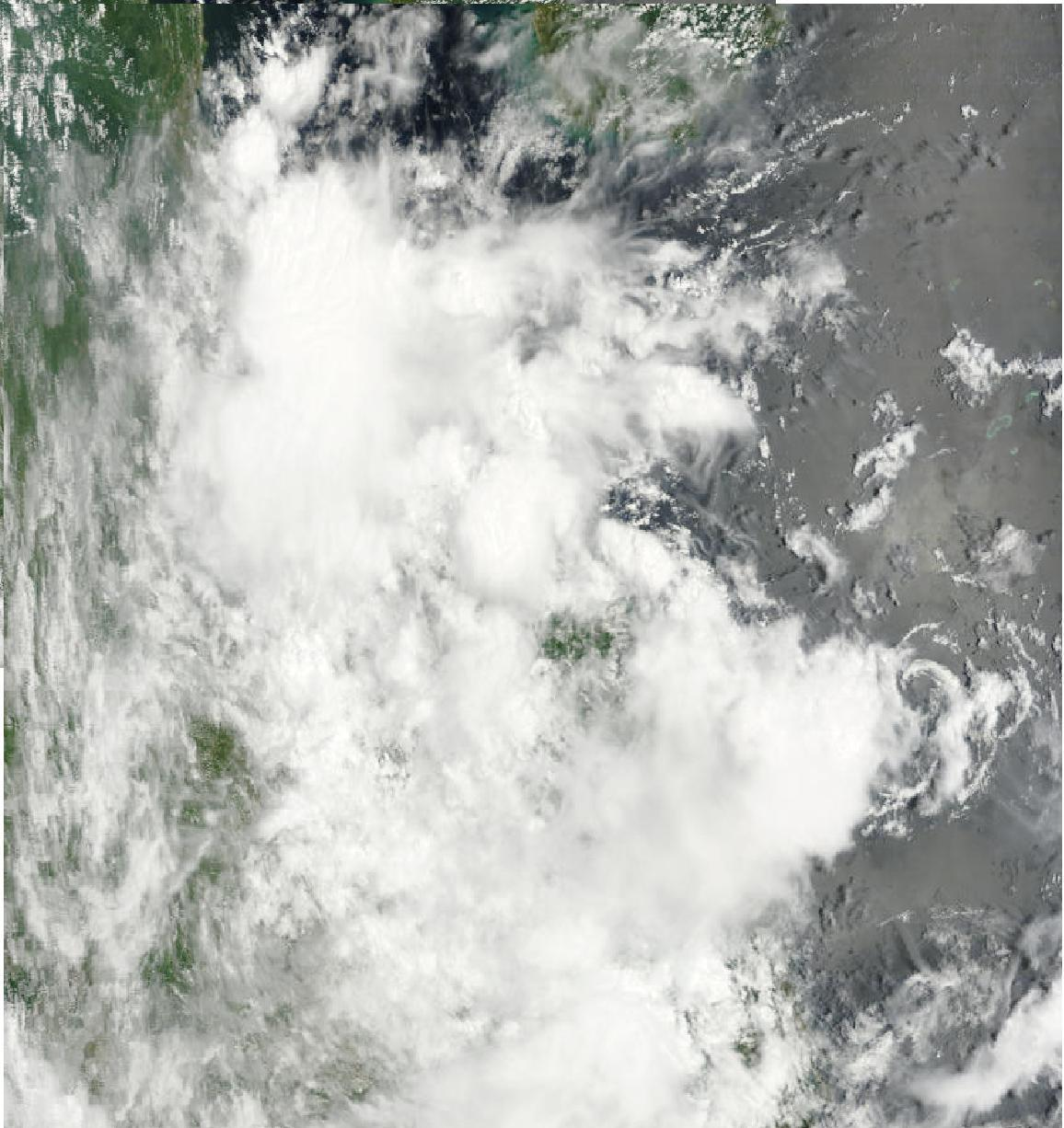
Áp thấp nhiệt đới trong ngày 5 tháng 9. Trong bức ảnh này phần lớn mây đối lưu đã bị di dời khỏi tâm hoàn lưu và chúng đang di chuyển trên đất liền Việt Nam.

Đã có ít nhất 6 người thiệt mạng, 3 người mất tích và 9 người bị thương tại Việt Nam do áp thấp nhiệt đới. Lượng mưa do nó gây ra vượt quá 430 mm, tối đa ghi nhận được là 540 mm tại Huế, đã tạo ra lũ quét trên diện rộng . 61 tấn cá đã bị cuốn trôi trong lũ và 8.700 hecta lúa bị phá hủy. Thành phố Đà Nẵng phải hứng chịu trận lụt tồi tệ nhất, với một vài điểm ngập sâu tới 0,8 m. Những trường học trên toàn vùng đã bị đóng cửa và rất nhiều người dân đã không thể di chuyển trên những tuyến phố bị ngập lụt. Một chiếc thuyền chở 6 học sinh đã bị lật trong dòng nước lũ khiến tất cả sáu em thiệt mạng. Một đứa bé 2 tuổi cũng đã chết đuối trong lũ ở Huế trong ngày 4 tháng 9. Một phần lớn đường cao tốc 14B nối liền Nam Đông và Huế cũng đã bị lũ cuốn trôi. Tại tỉnh Quảng Ngãi có hai ngư dân mất tích và 5 người khác bị thương. Ít nhất ba ngôi nhà đã phải hứng chịu tổn thất nghiêm trọng. Người dân trên toàn tỉnh Quảng Trị được khuyến cáo di dời đến những nơi an toàn khi nhiều trận lở đất đang đe dọa đến những căn nhà.
Dòng nước lũ cao vượt quá 1,5 m đã cuốn trôi nhiều cây cầu, khiến nhiều phường, xã bị cô lập. Ở huyện Sơn Tịnh, đã có 76 công trình bị phá hủy do lũ và gió mạnh. Hơn 200 căn nhà thuộc các phường Hòa Thuận Đông và Hòa Phát bị ngập sâu tới 0,7 m. Ít nhất một tàu bị chìm và liên lạc với hai người khác đã bị mất; theo những thông báo từ chính quyền có khoảng 1.178 tàu thuyền hoạt động trên Biển Đông trong quãng thời gian áp thấp nhiệt đới hoành hành. Ở Tam Kỳ và Phú Ninh có gần 1.000 căn nhà bị ngập nước. Khoảng 20% trong số 373.000 học sinh đã phải ở nhà trong ngày đầu năm học khi trường học của các em bị đóng cửa do lũ. Vào ngày 7 tháng 9, chính quyền tỉnh Quảng Nam ước tính rằng thiệt hại vật chất do áp thấp nhiệt đới đã đạt đến con số 20 tỉ đồng (1,12 triệu USD) và ngành nông nghiệp chịu thiệt hại 25 tỷ đồng (1,4 triệu USD). Tại những khu vực khác đã có ít nhất 100 công trình bị hư hại và hơn 20.000 hecta cây trồng bị ngập nước. Thiệt hại đến các công trình thủy lợi trên khắp đất nước vào khoảng 3 tỷ đồng (168.000 USD).